# Étéké
Petite ville au sud du Gabon, dans la province de la Ngounié, département de l'Ogoulou, Étéké a été érigée en district de plein exercice administratif en 1996 en application de la loi 15/96 sur la décentralisation. La ville est implantée dans une zone montagneuse dans une région qui recèle des gisements d'or,.
Au centre de la ville se trouvent les ruines d'un « château » [sic] construit par les colons venus exploiter l'or de la région.